# Pemba, Mozambic
Pemba   este un oraș  în  Mozambic, port la Oceanul Indian. Este reședința  provinciei  Cabo Delgado.